# Dwór (Miłków)
Dwór – część wsi Miłków w Polsce, położona w województwie świętokrzyskim, w powiecie ostrowieckim, w gminie Bodzechów.
W latach 1975–1998 Dwór administracyjnie należał do województwa kieleckiego.